# Kačenosec (ozvezdje)
Kačenosec (latinsko Ophiuchus) je ozvezdje severne nebesne poloble in eno od 88 sodobnih ozvezdij, ki jih je priznala Mednarodna astronomska zveza. Bilo je tudi eno od Ptolomejvih 48 ozvezdij. Je tudi eno od 13 ozvezdij živalskega kroga, vendar nima svojega astrološkega znamenja. Kačenosec je upodobljen kot moški, ki nosi ozvezdje Kače.
Najsvetlejši zvezdi v ozvezdju sta Ras Alhague (Rasalhague, na glavi; α Ophiuchi) in λ Ophiuchi, trojna zvezda, na komolcu. V Kačenoscu leži tudi Barnardova zvezda, ki je ena od nam najbližjih zvezd.

## Znana nebesna telesa v ozvezdju

### Zvezde

#### Supernova SN 1604
Najpomembnejši astronomski dogodek v Kačenoscu je bila supernova SN 1604, poimenovana tudi Keplerjeva zvezda, ki so jo prvič opazili 9. oktobra 1604. Johannes Kepler jo je prvič opazil šele 16. oktobra, vendar jo je tako podrobno preučeval, da se posledično imenuje po njem. Galileo Galilei je pojav supernove izkoristil za nasprotovanje Aristotelovi dogmi, da je nebo nespremenjlivo.